# Epidemiologia do câncer

Taxa de morte por câncer para 100.000 habitantes em 2004.
sem dados
menor que 55
55-80
80-105
105-130
130-155
155-180
180-205
205-230
230-255
255-280
280-305
maior que 305

A epidemiologia do câncer é o estudo dos fatores que afetam o câncer, como uma forma de inferir possíveis tendências e causas. O seu estudo utiliza métodos epidemiológicos para encontrar a causa do câncer e para identificar e desenvolver tratamentos mais eficazes.
Esta área de estudo se confronta com problemas de viés de tempo de espera e de viés de tempo de comprimento. O viés prazo de execução é o conceito que o diagnóstico precoce pode inflar artificialmente as estatísticas de sobrevivência de um câncer, sem realmente melhorar a história natural da doença. viés de comprimento é o conceito de que um crescimento mais lento, indolente mais tumores são mais prováveis ser diagnosticados pelos testes de triagem, mas as melhorias no diagnóstico de mais casos de câncer indolente não pode se traduzir em uma melhor evolução do paciente após a execução dos programas de rastreio. Uma preocupação semelhante é epidemiológicos overdiagnosis, a tendência de testes de triagem para diagnóstico de doenças que não podem realmente impacto longevidade do paciente. Esse problema se aplica especialmente para o câncer de próstata e do exame APE.
Alguns investigadores do câncer têm argumentado que os ensaios clínicos do câncer negativos falta suficiente poder estatístico para descobrir um benefício ao tratamento. Isto pode ser devido ao menor número de pacientes incluídos no estudo que o previsto inicialmente.